# ZESCO United Football Club
Actualités
Le ZESCO United Football Club est un club zambien de football basé à Ndola. 
Le club est la propriété et est sponsorisé par l'entreprise d'état fournisseur d'électricité ZESCO.

## Histoire
Le club participe à neuf reprises à la Ligue des champions d'Afrique, en 2008, 2009, 2011, 2014, 2015, 2016, 2018, 2018-2019 et 2019-2020. Il atteint les demi-finales de cette compétition en 2016.
Il participe également à six reprises à la Coupe de la confédération, en 2006, 2010, 2011, 2014, 2017, et enfin 2018-2019.

## Palmarès
- Championnat de Zambie (9)
  - Champion : 2007, 2008, 2010, 2014, 2015, 2017, 2018, 2019, 2021
  - Vice-champion : 2005, 2009, 2013, 2016, 2022

- Coupe de Zambie (2)
  - Vainqueur : 2006, 2025
  - Finaliste : 2007

## Entraîneur
- 2017-2018 :  Zlatko Krmpotić
- 2018-2020 :  George Lwandamina[3]

## Joueurs
- William Chinyama
- Clive Hachilensa
- Rainford Kalaba
- Joseph Musonda
- Jonas Sakuwaha